# Ascetoderes filum
Ascetoderes filum is een keversoort uit de familie knotshoutkevers (Bothrideridae). De wetenschappelijke naam van de soort werd in 1915 gepubliceerd door Antoine Henri Grouvelle.